# NGC 676
NGC 676 este o galaxie seyfert de tip 2⁠(d) situată în constelația Peștii. A fost descoperită în 30 septembrie 1786 de către William Herschel. Se află la o distanță de 21 de megaparseci de Pământ.